# Tomopterus albopilosus
Tomopterus albopilosus är en skalbaggsart som beskrevs av Dmytro Zajciw 1964. Tomopterus albopilosus ingår i släktet Tomopterus och familjen långhorningar. Inga underarter finns listade i Catalogue of Life.